# محمد الأنسي (معتقل غوانتانامو)
محمد أحمد عبد الله الأنسي هو مواطن يمني اُعتقل إداريًا خارج نطاق القانون في معتقل غوانتانامو الأمريكي في كوبا. كان رقم الاعتقال الخاص به هو 29، ولد في عام 1975 في صنعاء باليمن.
تم دراسة الإفراج عنه في 9 ديسمبر 2016، وصدرت التوصية بنقله في 22 ديسمبر. وتم نقله إلى سلطنة عمان مع تسعة معتقلين آخرين في 16 يناير 2017.